# Kretschinskis Hochzeit
Kretschinskis Hochzeit (russisch Свадьба Кречинского) ist eine Komödie in drei Akten von Alexander Wassiljewitsch Suchowo-Kobylin. Sie entstand 1854, wurde 1855 am Moskauer Maly-Theater uraufgeführt und 1856 zum ersten Mal gedruckt. Sie ist das erste Stück der Dramentrilogie Suchowo-Kobylins, zu der noch die Stücke Die Akte (1861) und Tarelkins Tod (1869) gehören.

## Inhalt

### Erster Akt
Die Handlung beginnt in Muromskis Moskauer Wohnung. Eigentlich bevorzugt der Alte das Landleben auf seinem Gut, wurde aber von der Atujewa überzeugt, einige Zeit in der Stadt zu verbringen. Die beiden unterhalten sich über die Erziehung und Zukunft von Lidotschka. Während die Atujewa von Prunk geblendet ist und für ihre Nichte gern einen Mann von Welt als Gatten sehen würde, bevorzugt Muromski einen bodenständigen Ehemann.
Lidotschka eröffnet ihrer Tante, dass ihr auf einem Ball von Kretschinski ein Heiratsantrag gemacht worden sei, und da sie ihn liebe, sei sie gewillt, diesen anzunehmen – die Tante solle ihren Vater überzeugen, dem zuzustimmen. Inzwischen streut Nelkin, ein junger Mitbewerber und Gutsnachbar von Muromski, das Gerücht, dass Kretschinski in einem üblen Ruf stehe und sein ganzes Geld verspiele und verprasse. Am Ende des Akts wird der Vater allerdings von Kretschinski und der Atujewa überrumpelt, und weil auch seine Tochter die Heirat unbedingt möchte, willigt er schließlich ein.

### Zweiter Akt
Schauplatz dieses und des nächsten Aktes ist Kretschinskis Wohnung. Im Monolog Fjodors wird Kretschinskis Werdegang rekapituliert: Er sei reich gewesen, habe aber alles verprasst, mit immer neuen Bekanntschaften und vor allem beim Kartenspiel. Inzwischen sei auch sein Gut verloren und alle Rücklagen verbraucht. Von den persönlichen Freunden sei ihm nur Raspljujew geblieben.
Kretschinski offenbart in einem Monolog seinen Plan, seine Braut Lidotschka gleich nach der erfolgten Hochzeit ruhig zu stellen und dann selbst nach St. Petersburg zu reisen, um die zu erwartende Mitgift dort sofort fürs Kartenspielen einzusetzen und zu vermehren. Der Besuch des Kaufmanns Stschebnjow, dem er Geld schuldet, erinnert ihn daran, dass er noch mindestens zehn Tage durchhalten muss, bis zur Hochzeit. Er schickt Raspljujew los, um Geld aufzutreiben. Dieser kehrt allerdings unverrichteter Dinge und arg zugerichtet zurück.
Als Nächstes schickt er Raspljujew zu seiner Braut Lidotschka, um sich von ihr unter einem Vorwand einen als Geschenk überreichten, in eine Nadel eingefassten Diamant „auszuborgen“. Kretschinski gelingt es im Anschluss, die Nadel beim Wucherer Beck zu versetzen; mit dem Geld soll Raspljujew alle ausstehenden Schulden bezahlen. Raspljujew wendet sich im Verlauf mehrmals direkt ans Publikum („что бы вы думали?“, „was sagt Ihr dazu?“).
Für den Abend ist schließlich eine Abendgesellschaft im Hause Kretschinski angesetzt, zu der die Braut und ihr Vater erwartet werden. Bei dieser Gelegenheit soll auch die Nadel zurückgegeben werden.

### Dritter Akt
Raspljujew erklärt Fjodor, wie es möglich sei, einerseits die Nadel versetzt zu haben, sie aber andererseits wieder mitzubringen: Kretschinski hat das wertlose Modell für die Nadel mitgenommen und den Wucherer ausgetrickst, ihm erst das Original gezeigt, das er gründlich untersuchen konnte, es ihm dann wieder entrissen, bis sich beide auf eine Summe geeinigt haben. Dann habe er ihm das versiegelte Modell der Nadel gegeben und so das Original wieder mitnehmen können.
Inzwischen treffen die Abendgäste ein, Muromski und Tochter sowie die Atujewa. Später kommt auch Nelkin, als Hausfreund und Gutsnachbar Muromskis. Er warnt im Zwiegespräch Muromski vor Kretschinski und erzählt, dass Kretschinski Lidotschkas Nadel beim Wucherer versetzt hat. Zur Rede gestellt kann Kretschinski die Nadel aber vorzeigen. Nelkin wird als Verleumder hinausgeworfen. Kretschinski schlägt seinerseits vor, die Hochzeit gleich auf den nächsten Tag zu legen, womit alle einverstanden sind.
Da allerdings kehrt Nelkin zurück, mit ihm der Wucherer Beck und ein Polizeibeamter. Sie decken Kretschinskis Betrug auf. Die bestürzte Lidotschka übergibt Beck die echte Nadel und erklärt, dass es einfach ein Irrtum gewesen sei, bevor sie hinausstürzt, Nelkin, Muromski und die Atujewa ihr hinterher.

## Volltext
- die Komödie im russischen Original auf Wikisource
- Leseprobe aus der deutschen Übersetzung von Ena von Baer